# Glacière de Monlési
La glacière souterraine de Monlési (ou grotte de Monlési) est une cavité dans le canton de Neuchâtel sur le territoire de la commune de Val-de-Travers. Le fond de la cavité est recouvert d'une couche de glace de plusieurs mètres d'épaisseur. L'ensemble du site est classé comme réserve naturelle. Dans les années 1950, la glace a été exploitée industriellement pour le marché local.

## Caractéristiques
La grotte de Monlési constitue la plus importante glacière naturelle de Suisse avec un volume de glace d'environ 6 000 m3 en été. La cavité est une doline karstique qui comporte trois puits. Ils s'ouvrent sur une grande salle d'environ 40 m de long. Le phénomène de la formation de la glace est rendu possible par l'accumulation de la neige au fond de la cavité en hiver. Celle-ci se transforme en glace au cours des saisons car la température moyenne avoisine zéro degré même en été. Une couche compacte de glace revêt le sol. En de nombreux endroits, des stalagmites et des stalactites de glace se sont formées. Un tunnel naturel s'enfonce une quinzaine de mètres sous la glace. Le long des parois, l'épaisseur de la glace s'amoindrit. Des études tendent à démontrer que le volume de glace diminue d'année en année depuis 2001.

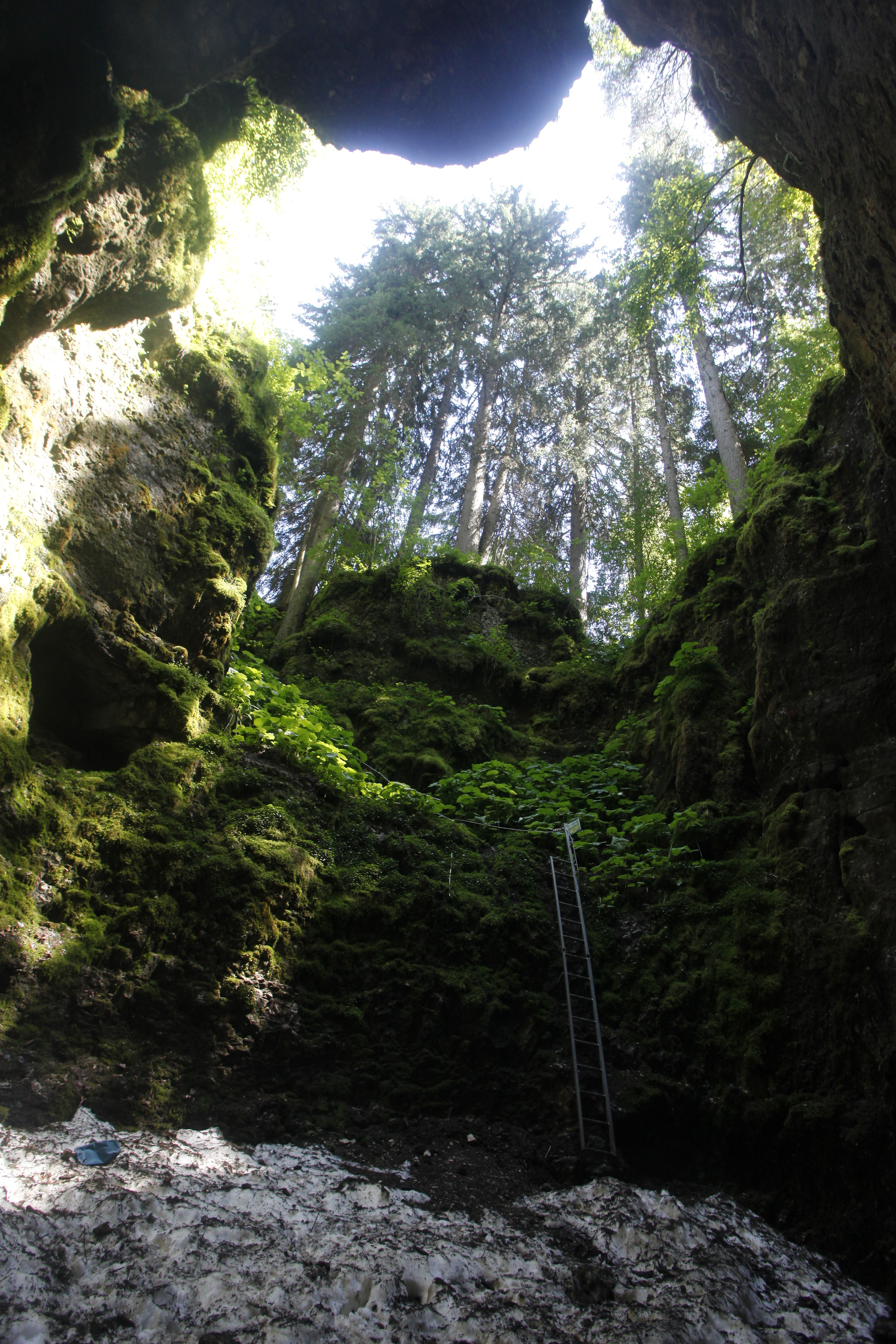
Puits d'accès.
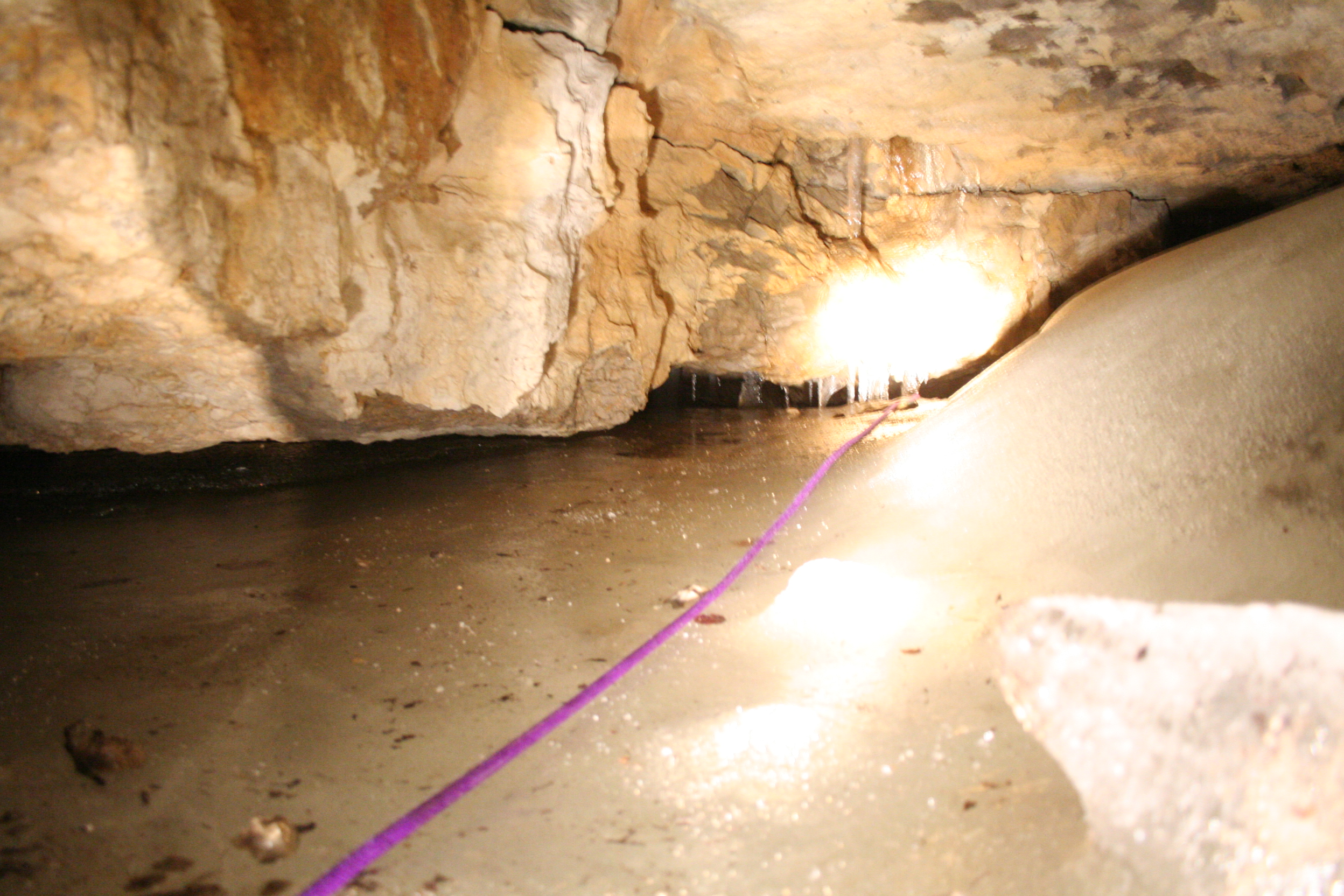
Intérieur de la glacière.
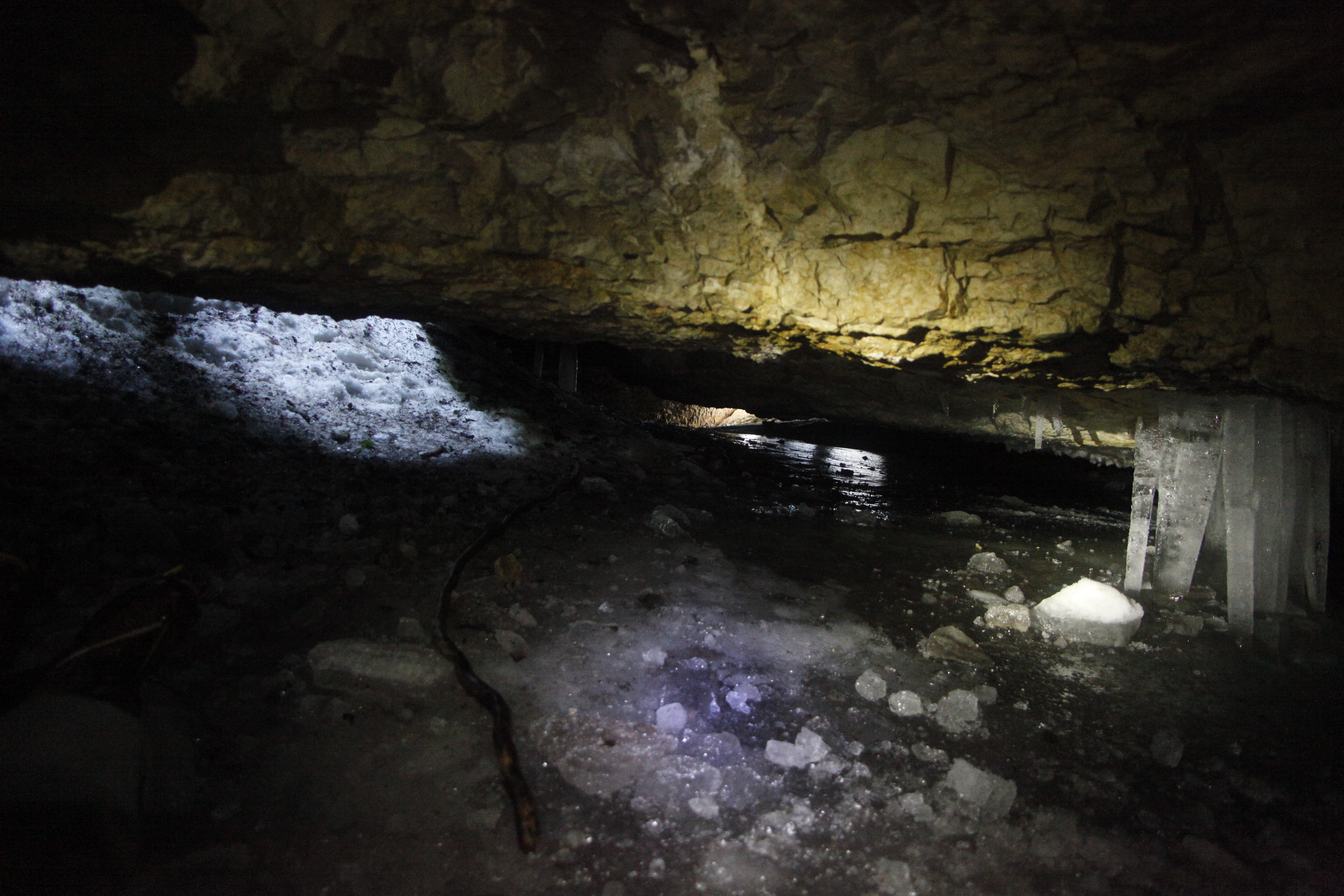
Intérieur de la glacière.
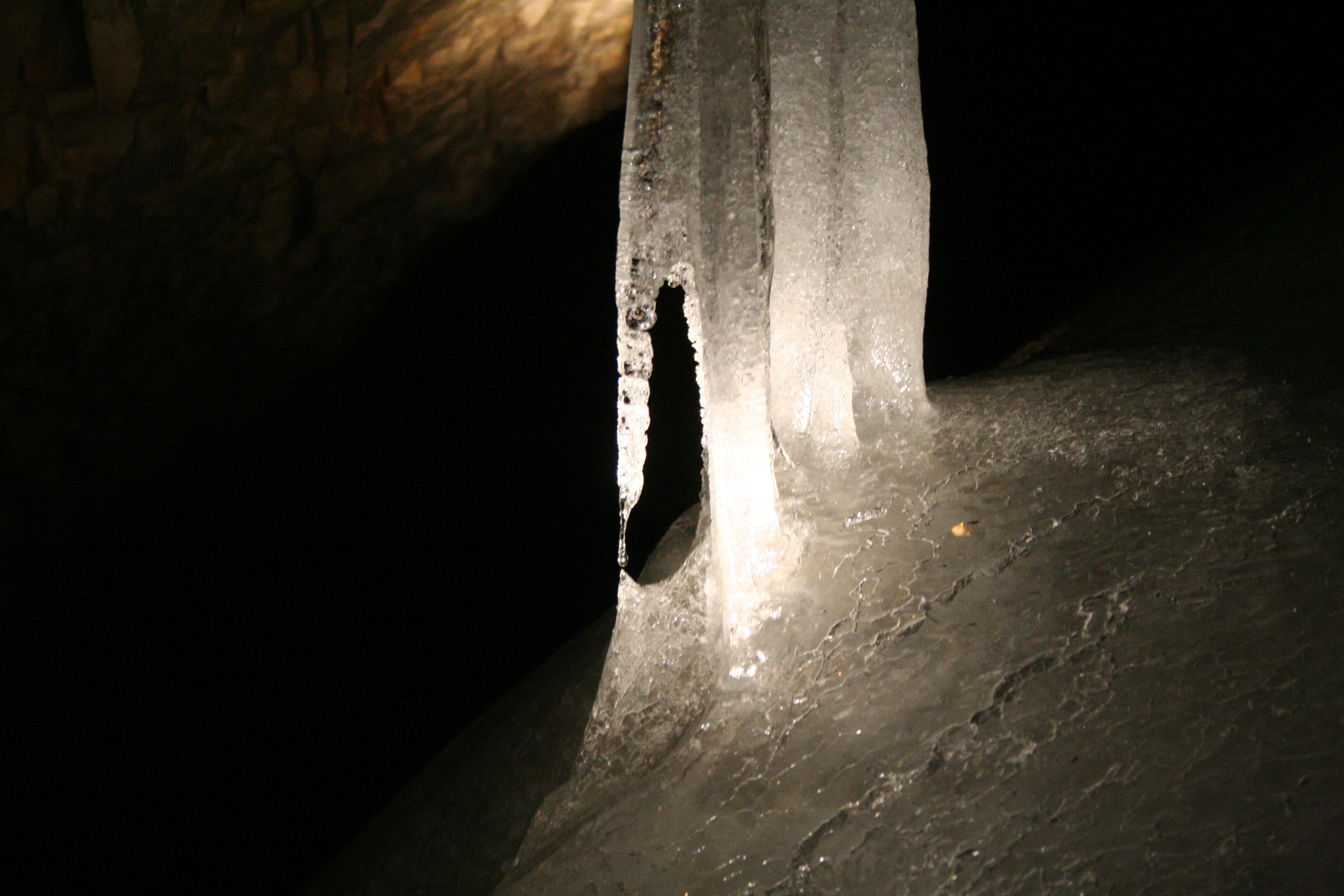
Colonne de glace.